# Svend Gade

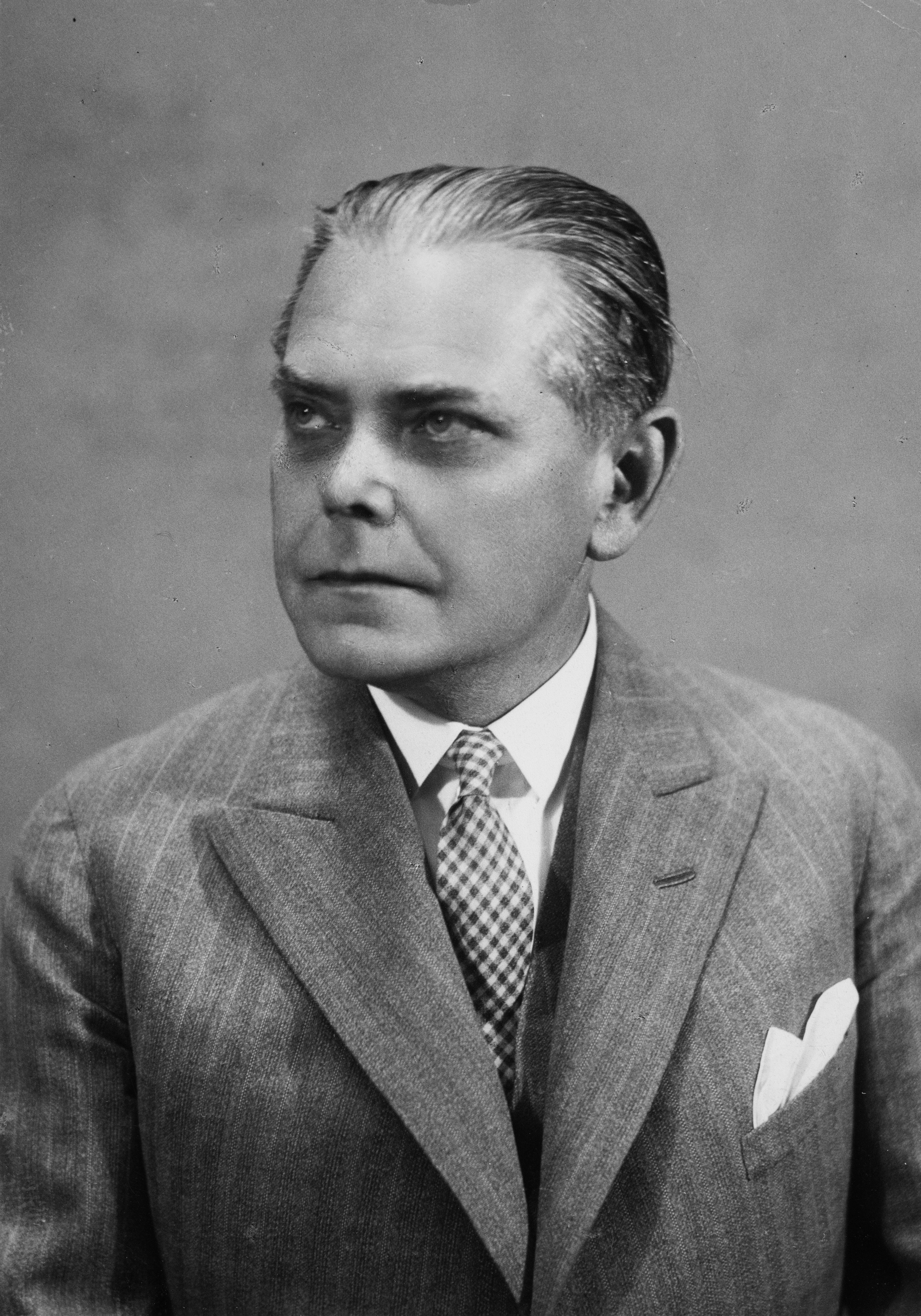
Svend Gade im Jahr 1940.

Svend Lauritz Gade (* 9. Februar 1877 in Kopenhagen; † 25. Juni 1952 in Aarhus) war ein dänischer Regisseur, Bühnenbildner, Drehbuchautor und Szenenbildner.

## Leben
Nach einer Ausbildung als Theatermaler war Gade ab 1905 am Königlichen Theater in Kopenhagen tätig. Mit Stücken von Strindberg hatte er Gastspiele in mehreren Ländern, darunter ab 1908 auch in Berlin, wo er von den Regiearbeiten Max Reinhardts und den Ausstattungen Hugo Baruchs beeinflusst wurde.
Sein Filmdebüt als Drehbuchautor hatte er 1916 in Dänemark mit Die Lieblingsfrau des Maharadscha. Die erste bedeutende Filmarbeit Gades wurde aber die deutsche Produktion Hamlet aus dem Jahr 1921, in der seine Landsmännin Asta Nielsen die Titelrolle übernahm. Von 1922 bis 1929 arbeitete Svend Gade in den USA in all seinen Professionen, darunter als Filmarchitekt 1923 für Ernst Lubitschs Rosita. In gleicher Funktion war er an Der Weg durch die Nacht von Robert Dinesen, einem der letzten deutschen Stummfilme aus dem Jahr 1929, beteiligt.
Mit Beginn der Tonfilmzeit, 1930 bis 1937, war Svend Gade wieder ausschließlich am Königlichen Theater in Kopenhagen als Regisseur tätig und inszenierte dort Shakespeare, Strindberg und Brecht. Seine einzige Tonfilmregie war 1938 Das Ballett tanzt.

## Filmografie
Regisseur
- 1918: Die Liebe der Bajadere
- 1921: Hamlet
- 1923: Das Geheimnis von Brinkenhof
- 1925: Siege
- 1925: Peacock Feathers
- 1925: Das Mädel aus dem fünften Stock (Fifth Avenue Models)
- 1926: Pass auf deine Frau auf (Watch Your Wife)
- 1926: Into Her Kingdom
- 1926: The Blonde Saint
- 1938: Das Ballett tanzt (Balletten danser)

Drehbuchautor
- 1917: Die Lieblingsfrau des Maharadscha (Maharadjahens Yndlingshustru I)
- 1918: Die Liebe der Bajadere
- 1923: Das Geheimnis von Brinkenhof
- 1925: Peacock Feathers
- 1926: Pass auf deine Frau auf (Watch Your Wife)
- 1928: Die Masken des Erwin Reiner (The Masks of the Devil)
- 1928: Jazz Mad
- 1929: Der Weg durch die Nacht (The Way Through the Night)
- 1938: Das Ballett tanzt (Balletten danser)

Filmbauten
- 1924: Drei Frauen (Three Women)